# Paint Your Life (album)
Paint Your Life è un album del chitarrista italiano Dario Chiazzolino, pubblicato nel 2013.

## Il disco
L'album venne inizialmente pubblicato con il titolo Precious Things, con in copertina una foto di Chiazzolino su un ponte sopra il fiume Po.
Successivamente la copertina diventa un dipinto in omaggio al padre Antonio, scomparso proprio durante la finalizzazione dell'album e il titolo dell'album diventa Paint Your Life, dal nome dell'ultima canzone scritta proprio in onore del padre.
(Dario Chiazzolino)

## Tracce
1. Precious things – 8:15 (musica: Dario Chiazzolino)
2. Awake – 6:45 (musica: Dario Chiazzolino)
3. Far from here – 6:43 (musica: Dario Chiazzolino)
4. Nostalgia – 5:56 (musica: Dario Chiazzolino)
5. Nel – 6:30 (musica: Dario Chiazzolino)
6. Floating – 7:08 (musica: Dario Chiazzolino)
7. There is no greater love – 6:25 (musica: Isham Jones)
8. Paint your life – 3:55 (musica: Dario Chiazzolino)

## Formazione
- Dario Chiazzolino - chitarra
- Taylor Eigsti - pianoforte
- Marco Panascia - contrabbasso
- Willie Jones III - batteria